# 坦達拉·凱謝塔
坦達拉·凱謝塔（英語：Tandara Caixeta，1988年10月31日—），是一名巴西女子排球運動員，司職主攻手。現效力於巴超豪門球隊舒耐女排俱乐部。
她是巴西國家女子排球隊一員。坦達拉代表巴西在2012年夏季奧林匹克運動會女子排球比賽奪得金牌。

## 獎項

### 个人荣誉
- 2017年女子世界大冠軍盃排球賽：最佳接應二傳
- 2018年世界女排聯賽：最佳接應二傳

### 國家隊
- 2013年女子世界大冠軍盃排球賽： - 金牌
- 2012年夏季奧林匹克運動會女子排球比賽： - 金牌
- 2017年女子世界大冠軍盃排球賽： - 銀牌